# Justicia gunnari
Justicia gunnari är en akantusväxtart som beskrevs av Wassh.. Justicia gunnari ingår i släktet Justicia och familjen akantusväxter. Inga underarter finns listade i Catalogue of Life.